# Sisakhani (Baglung)
Pour les articles homonymes, voir Sisakhani.
Sisakhani (en népalais : सिसाखानी) est un comité de développement villageois du Népal situé dans le district de Baglung. Au recensement de 2011, il comptait 2 056 habitants.